# 名鉄モ770形電車 (初代)
名鉄モ770形電車（めいてつモ770がたでんしゃ）は、名古屋鉄道（名鉄）が1944年（昭和19年）に導入した電車（制御電動車）である。
モ770形（以下「本形式」）は、現在の名鉄竹鼻線を敷設・運営した竹鼻鉄道が発注した車両であったが、落成時には竹鼻鉄道が名鉄へ吸収合併されていたため名鉄の保有車両モ770形771・772として竣功し、主に支線区において運用された。
なお本項では、本形式と同一設計によって、現在の名鉄広見線および八百津線を敷設・運営した東美鉄道が発注し、名鉄においてモ770形773の記号番号付与が予定された1両の電車についても併せて記述する。

## 導入経緯

### 竹鼻鉄道（モ771・モ772）
1942年（昭和17年）当時の竹鼻鉄道は、デ1形1 - 4（形式図）およびデ5形5 - 8の計8両の旅客用車両を保有したが、これらはいずれも小型車体の4輪単車であった。そのため、太平洋戦争勃発に伴う戦時体制への移行による利用客増加に対応する目的で、より大型の2軸ボギー車を導入し輸送力増強を図ることを計画した。当時は戦時体制移行に伴って民間向け資材の調達に難が生じつつあり、鉄道車両の設計認可に際しては製造に必要な鋼材・電気機器などの調達方法の明示が必須とされたことから、従来車のうちデ1形1 - 4の4両を種車として同形式の改造名義によって2両の2軸ボギー車を新製する旨、同年11月10日付で認可申請を行い、日本鉄道自動車工業（現・東洋工機）に2両の電車を発注した。
同2両の形式および記号番号はデ1形（2代）1・2が予定されていたが、実際に設計認可が下りたのは竹鼻鉄道が名鉄へ吸収合併された後の1943年（昭和18年）5月19日のことであり、翌1944年（昭和19年）7月に現車2両が落成した際に付された形式および記号番号はモ770形（初代）771・772となった。
なお、本形式の種車となったデ1形1 - 4は本形式2両の竣功と引き換えに、本形式の製造メーカーである日本鉄道自動車工業へ下取りされる予定であった。しかし実際にはデ1 - デ4とも本形式へ主電動機を供出して制御車代用となったのみで、本形式の竣功後も名鉄の保有車両として主に竹鼻線において運用されたのち、デ1・デ4が1948年（昭和23年）2月9日付で野上電気鉄道へ、デ2・デ3が同年6月25日付で熊本電気鉄道へそれぞれ譲渡されている。

### 東美鉄道（モ773）
1943年（昭和18年）当時、東美鉄道に在籍する車両は、1928年（昭和3年）と1930年（昭和5年）の二度にわたって名鉄より譲渡されたデ1形1 - 3および自社発注車であるデボ100形101・102の計5両で、これらの車両によって旅客運輸および貨車牽引による貨物輸送を行った。貨物輸送は沿線より採掘される亜炭輸送を主としたが、戦時体制移行に伴って亜炭の需要が増大し動力車の増備が必要となったことから、同年1月18日付で前述した竹鼻鉄道の車両と同一設計による2軸ボギー構造の電車1両の設計認可を申請した。
竹鼻鉄道における例と同様に、東美鉄道においても製造に際しては従来保有したデ1形より電装品を転用する旨申請した。しかし、同車は種車からの流用品がごく一部の電気機器および車体付属部品の一部に留まる、事実上の完全新造車両であったことから、当時鉄道車両の許認可を管轄した商工省傘下の統制機関である車両統制会が難色を示し、計画内容の修正を迫られることとなった。設計認可が下りたのは東美鉄道が名鉄へ吸収合併された後の1943年（昭和18年）5月3日のことで、モ771・モ772と同じく日本鉄道自動車工業へ発注され、形式および記号番号は同2両の続番となるモ770形773が予定されたが、現車は竣功せずに終わった。
モ773として導入予定であった車両については、名鉄に納入されず注文流れとなった末に他社へ転売されたという説が存在し、日本鉄道自動車工業から東京芝浦電気（現・東芝）へ納入され東芝車輌（現・東芝府中事業所）の従業員輸送に用いられたのち、京王帝都電鉄（現・京王電鉄）へ譲渡・導入された京王デハ1750形がそれに該当すると指摘される。

## 車体
車体長15,000 mmの半鋼製車体である。車体の前後に半室形の乗務員室を備える両運転台構造で、ごく緩い円弧を描く平妻形状の前後妻面には710 mm幅の窓を3枚均等配置し、貫通路および貫通扉を持たない非貫通構造とした。側面には500 mm幅の乗務員扉、1,100 mm幅の片開客用扉、800 mm幅の2段式の側窓をそれぞれ配し、側面窓配置はd 2 D 7 D 2 d（d：乗務員扉、D：客用扉、各数値は側窓の枚数）である。
前照灯は露出取付形の白熱灯式で、落成当初は前後妻面中央窓下の腰板部に各1灯設置したが、後年屋根上中央部へ取付ステーを介して設置する形に改められている。後部標識灯は前後妻面腰板部の向かって左側へ各1灯設置し、こちらも後年妻面腰板部の向かって右側へ各1灯増設し、前後とも各2灯仕様とした。
車内はロングシート仕様で、車内照明として40 Wの白熱電球を1両あたり15個設置した。
その他、モ771・モ772は竹鼻鉄道の運営する路線が直流600 V電化路線であり、かつ集電装置にトロリーポールが用いられていたことから、竣功図表上は集電装置としてトロリーポールと菱形パンタグラフを併設し、屋根上前後端部にトロリーポールを、同中央部にパンタグラフ1基をそれぞれ配置した形で図示された。ただし、実際はトロリーポールのみを搭載した状態で落成したことが記録されている。また、未成に終わったモ773については、東美鉄道が運営する路線が竹鼻鉄道と同じく直流600 V電化路線ながら既にパンタグラフ集電方式が採用されていたため、竣功図表においても一端の屋根上にパンタグラフ1基を搭載した形で図示されていた点がモ771・モ772とは異なる。

## 主要機器
制御装置はゼネラル・エレクトリック (GE) 製のMK電磁単位スイッチ式間接非自動加速制御器を採用した。同制御器は東京急行電鉄より同社の前身事業者である目黒蒲田電鉄当時に新製された車両に用いられたものを購入した中古品であると伝わり、名鉄における間接非自動加速制御器はウェスティングハウス・エレクトリック (WH) 社開発の電空単位スイッチ式HL制御器が主流である中においては異端な機種であった。
主電動機は東洋電機製造TDK-530-B（端子電圧500 V時定格出力29.84 kW）を名義上の種車であるデ1 - デ4より流用し、4輪単車のデ1形2両分を2軸ボギー車の本形式1両分に集約して1両あたり4基搭載した。駆動方式は吊り掛け式、歯車比は3.67 (66:18) である。
台車は日本鉄道自動車工業製のペデスタル式ペンシルバニア形台車NSC31を装着する。この台車は国鉄制式台車の一つであるTR25台車と構造・外観とも酷似しているが、固定軸間距離がTR25の2,500 mmに対して2,300 mmと200 mm縮小されており、また装着される車輪の直径もTR25の910 mmに対して863 mmと異なる。
制動装置は構造の簡易な直通ブレーキに連結運転を考慮して非常弁を付加したSME直通ブレーキを常用、手用制動を併設した。
その他、集電装置は前述の通りトロリーポールを採用し、連結器は前後妻面ともアライアンス式の下作用型並形自動連結器を採用した。
一方、モ773の主要機器は、主電動機は竣功図表によると定格出力48.49 kW（端子電圧600 V時）の直流直巻電動機を歯車比3.83 (69:18) で1両あたり4基搭載することとし、制御装置はモ771・モ772と同じくMK電磁単位スイッチ式間接非自動加速制御器を採用する計画であったとされる。台車については形式の記載はないが、図表上においては固定軸間距離2,300 mm、車輪径863 mmと、モ771・モ772が装着したNSC31台車と同一の数値が記載されている。

## 運用
本形式は導入後間もなく電気系統の故障を頻発し、一時休車状態となった。その後、モ771は集電装置をトロリーポールからパンタグラフへ改め豊橋寄りの屋根上車端部へ1基搭載し、制御装置についてもMK電磁単位スイッチ式間接非自動加速制御器から同じくGE社製のPC電空カム軸式間接自動加速制御器へ換装、低い主電動機出力を考慮して主に勾配区間の少ない一宮線において運用された。一方、モ772は運転機器および電装品を撤去して付随車サ770形772と形式および記号を改め、主にモ700形と編成を組成して、西部線（旧名岐鉄道が保有した路線の総称）にて運用された。
1948年（昭和23年）5月12日に従来直流600 V仕様であった西部線の架線電圧を直流1,500 Vへ昇圧する工事が完成したことに伴って、直流600 V仕様の制御電動車であったモ771についても運転機器および電装品の撤去を施工、サ771と形式および記号が改められ、またサ772ともども制動装置がSME直通ブレーキからATM自動空気ブレーキに改造された。その後は架線電圧1,500 V区間用の付随車として運用されたが、翌1949年（昭和24年）10月にはサ771・サ772とも制御電動車化改造が実施された。主電動機は東京芝浦電気SE-132C（端子電圧750 V時定格出力74.6 kW）を歯車比3.045 (67:22) にて、制御装置は電空単位スイッチ式間接非自動加速制御器（HL制御器）の三菱電機CB-10-231をそれぞれ新たに搭載し、記号番号は再びモ770形771・772となった。
制御電動車化改造後は主にモ771・モ772の同形式2両で編成を組成し、豊川線など支線区において運用された。その後モ771の新岐阜側妻面およびモ772の豊橋側妻面に貫通扉・貫通幌枠・貫通幌を新設、両車の連結面を通行可能とした。
HL制御車各形式の3700系列への更新進捗に伴って、各部の状態の悪さが指摘されていた本形式は1966年（昭和41年）に2両とも電装解除され、架線電圧600 V区間用の制御車として転用、形式および記号番号をク2170形2171・2172と改められた。同時に台車を廃車発生品の釣り合い梁式台車である日本車輌製造BW42-84-MCB-1に換装し、従来装着したNSC31台車は3780系の制御車ク2780形2789・2790の新製に際して転用された。また、2両とも豊橋側乗務員室の運転機器を撤去して片運転台構造化されたが、この結果ク2171（元モ771）は前面貫通構造の連結面非貫通構造、ク2172（元モ772）は前面非貫通構造の連結面貫通構造と、それぞれ異なる形態となった。
制御車化改造後は直流600 V電化路線区である揖斐線・谷汲線において運用されたのち、ク2171・ク2172とも1968年（昭和43年）8月22日付で廃車となり、本形式は形式消滅した。